# 6월 17일
6월 17일은 그레고리력으로 168번째(윤년일 경우 169번째) 날에 해당한다.

## 사건
- 1291년 - 술탄 알 아슈라프 칼릴이 이끄는 무슬림 군대가 십자군의 최후 거점 도시인 아크레를 함락하다.
- 1462년 - 블라드 3세가 야간 공격(the night attack)으로 메흐메트 2세의 암살을 시도하고 왈라키아로부터 그의 군대를 축출하다.
- 1863년 - 미국 남북전쟁 중 게티즈버그 전역: 앨디 전투
- 1863년 - 미국 남북전쟁 중 게티즈버그 전역: 미들버그 전투 ( ~ 6월 19일)
- 1895년 - 대만총독부가 세워졌다.
- 1931년 - 우가키 가즈시게가 제6대 조선총독으로 취임했다.
- 1953년 - 키로프 늑대 공격(Kirov wolf attacks)이 한 아이(Sasha Grachev)를 공격한 것을 마지막으로 끝나다.
- 1953년 - 1953년 동독 봉기가 일어났다.
- 1972년 - 리처드 닉슨 미국 대통령의 사임의 계기가 되었던 워터게이트 사건이 일어났다.
- 2008년 - 강화도 모녀 납치 살해 사건이 일어났다.
- 2011년 - 인천광역시 교동도에서 해병대 민항기 오인 사격 사건 발생.
- 2014년 - 나이지리아 중부 플래토주에서 무장괴한이 마을 습격을 피해 무슬림 주민들이 탄 배가 전복을 해서 100명이 사망하였다.
- 2021년 - 쿠팡 덕평물류센터 화재가 발생했다.

## 문화
- 1906년 - 만세보가 창간됐다.
- 1954년 - 대한민국 축구 국가대표팀의 첫 월드컵 경기가 개최되었고, 이 경기에서 헝가리에게 9:0으로 패배하였다.
- 2021년 - 인천공항 제 4활주로가 개통되었다.

## 탄생
- 1239년 - 잉글랜드의 국왕 에드워드 1세. (~1307년)
- 1818년 - 프랑스의 작곡가 샤를 구노. (~1893년)
- 1882년 - 러시아의 작곡가 이고르 스트라빈스키. (~1971년)
- 1888년 - 나치 독일의 상급대장 하인츠 구데리안. (~1954년)
- 1898년 - 네덜란드의 판화가 모리츠 코르넬리스 에셔. (~1972년)
- 1900년 - 나치 독일의 정치인 마르틴 보어만. (~1945년)
- 1920년 - 일본의 영화배우 하라 세츠코. (~2015년)
- 1931년 - 중화인민공화국의 배우, 희극인 양소화. (~2025년)
- 1936년 - 영국의 영화감독 켄 로치.
- 1940년
  - 대한민국의 가수, 음악가 차도균.
  - 미국의 경제학자 조지 애컬로프.
- 1942년 - 이집트의 법학자 무함마드 엘바라데이.
- 1943년
  - 미국의 가수 배리 매닐로우.
  - 미국의 정치인 뉴트 깅리치.
- 1945년
  - 대한민국의 천주교 수녀, 시인 이해인.
  - 영국의 정치인 켄 리빙스턴.
- 1959년 - 일본의 성우 야오 카즈키.
- 1960년 - 미국의 배우 토머스 헤이든 처치.
- 1961년
  - 대한민국의 배우 이한위.
  - 프랑스의 배우 드니 라방.
  - 일본의 성우, 배우 야마데라 코이치.
- 1963년
  - 대한민국의 정치인 민경욱.
  - 대한민국의 권투 선수 신준섭.
  - 미국의 배우 그레그 키니어.
- 1965년
  - 대한민국의 정치인 유상호.
  - 대한민국의 배우 박현. (~2024년)
- 1966년 - 대한민국의 배우 라재웅.
- 1969년
  - 대한민국의 전 야구 선수 임수혁. (~2010년)
  - 케냐의 장거리 달리기 선수 폴 터갓.
- 1971년 - 멕시코의 가수, 배우 파울리나 루비오.
- 1972년 - 러시아의 레슬링 선수 자파르 굴리예프.
- 1974년 - 미국의 랩퍼 크레이지 본.
- 1975년 - 스페인의 축구 선수 후안 카를로스 발레론.
- 1978년 - 대한민국의 전 축구 선수, 축구 지도자 기우성.
- 1980년 - 미국의 테니스 선수 비너스 윌리엄스.
- 1981년
  - 대한민국의 배우 조한선.
  - 대한민국의 야구 선수 강영식.
  - 대한민국의 아나운서 최지해.
- 1982년
  - 영국의 성우 겸 배우 아서 다빌.
  - 영국의 배우 조디 휘태커.
- 1983년
  - 대한민국의 축구 선수 오원종.
  - 대한민국의 야구 선수 서성종.
  - 일본의 가수, 배우 니노미야 카즈나리. (아라시)
  - 일본의 배우 카자마 슌스케.
- 1984년
  - 대한민국의 희극인 류근지.
  - 칠레의 축구 선수 루이스 안토니오 히메네스.
- 1985년
  - 대한민국의 아나운서 이승현.
  - 대한민국의 배우 이현욱.
  - 대한민국의 성우 선은혜.
  - 대한민국의 봅슬레이 선수 원윤종.
  - 일본의 가수, 배우, 아이돌 고세키 코이치.
- 1986년
  - 대한민국의 야구 선수 유원상.
  - 캐나다의 프리스타일 스키 선수 마이크 리들.
- 1987년
  - 일본의 전 가수, 배우 쯔지 노조미.
  - 미국의 힙합 가수 켄드릭 라마.
- 1988년 - 대한민국의 배우 전혜진.
- 1990년 - 잉글랜드의 축구 선수 조던 헨더슨.
- 1991년
  - 대한민국의 배우 문동혁.
  - 대한민국의 바둑 기사 최광호.
  - 대한민국의 전직 스타크래프트 프로게이머 장민철.
  - 대한민국의 디자이너 김현지.
  - 일본의 배우 하루.
- 1992년
  - 대한민국의 가수 서아.
  - 중화인민공화국의 펜싱 선수 쑨이원.
- 1993년
  - 대한민국의 치어리더 출신 필라테스 강사 장세희.
  - 러시아의 아이스하키 선수 니키타 쿠체로프.
- 1994년
  - 대한민국의 배우 이승일.
  - 벨라루스의 레슬링 선수 이리나 쿠라치키나.
  - 중화인민공화국의 바둑 기사 당이페이.
- 1995년 - 프랑스의 축구 선수 클레망 랑글레.
- 1996년
  - 대한민국의 배우 최성은.
  - 대한민국의 가수 옐로.
- 1997년
  - 대한민국의 배우 정보민.
  - 대한민국의 배우 이은재.
- 2000년
  - 대한민국의 가수 용승.
  - 미국의 육상 선수 마사이 러셀.
- 2001년 - 네덜란드의 축구 선수 유리언 팀버르.
- 2002년 - 대한민국의 야구 선수 이영빈.
- 2004년 - 일본의 배우, 가수 스즈키 후쿠.
- 2005년 - 일본의 스케이트보드 선수 나카야마 후나.

## 사망
- 676년 - 제77대 로마의 교황 교황 아데오다토 2세. (621년~)
- 1031년 - 고려의 제8대 국왕 현종. (992년~)
- 1631년 - 샤 자한의 아내 뭄타즈 마할. (1593년~)
- 1649년 - 조선의 16대 국왕 인조. (1595년~)
- 1696년 - 폴란드의 국왕 얀 3세 소비에스키. (1629년~)
- 1734년 - 프랑스 루이 14세시대의 장군 클로두루이엑토르 드빌라르 공작. (1653년~)
- 1889년 - 웨일스의 기업인 존 휴스. (1814년~)
- 1915년 - 미국의 정치인 토머스 J. 자비스. (1836년~)
- 1968년 - 우루과이의 전 축구 선수 호세 나사시. (1901년~)
- 1969년 - 미국의 야구인 바이런 하우크. (1891년~)
- 1995년 - 대한민국의 소설가 김동리. (1913년~)
- 2002년 - 독일의 전 축구 선수 프리츠 발터. (1920년~)
- 2004년 - 대한민국의 군인, 정치가 전부일. (1924년~)
- 2008년 - 일본의 범죄자 미야자키 쓰토무. (1962년~)
- 2009년 - 대한민국의 정치가 조세형. (1931년~)
- 2015년 - 터키의 제9대 대통령 쉴레이만 데미렐. (1924년~)
- 2018년
  - 대한민국의 희극인 김태호. (1967년~)
  - 중화인민공화국의 정치인 조남기. (1927년~)
- 2019년 - 이집트의 제5대 대통령 무함마드 무르시. (1951년~)
- 2020년
  - 대한민국의 정치인 홍사덕. (1943년~)
  - 브라질의 지도자 파울리뉴 파이아캉. (1953년~)
- 2021년 - 잠비아의 제1대 대통령 케네스 카운다. (1924년~)
- 2022년 - 프랑스의 영화배우 장루이 트랭티냥. (1930년~)
- 2024년 - 이탈리아의 군인 클라우디오 그라치아노. (1953년~)
- 2025년
  - 대한민국의 시인 민영. (1934년~)
  - 프랑스의 축구인 베르나르 라콩브. (1952년~)
  - 오스트리아의 피아니스트 알프레트 브렌델. (1931년~)

## 기념일
- 세계 사막화 및 가뭄 방지의 날
- 독립기념일: 아이슬란드
- 벙커힐 데이: 서포크 카운티 매사추세츠 주
- 라트비아 공화국 점령일: 1940년 소련의 라트비아 점령을 상기하는 날, 라트비아
- Zemla Intifada Day: 사하라 아랍 민주 공화국

## 같이 보기
- 전날: 6월 16일 다음날: 6월 18일 - 전달: 5월 17일 다음달: 7월 17일
- 음력: 6월 17일
- 모두 보기